# Arpád
Arpád (maď. Árpád) (cca 845 – po roce 900) byl náčelníkem („vojvodou“) hlavního staromaďarského kmene a zakladatelem dynastie Arpádovců, která vládla Uhersku od doby Arpáda do roku 1301. Byl synem Almoše.

Všechny podrobnosti o Arpádovi jsou v důsledku nespolehlivosti uherských středověkých kronik, často psaných na objednávku Arpádovců, sporné. 

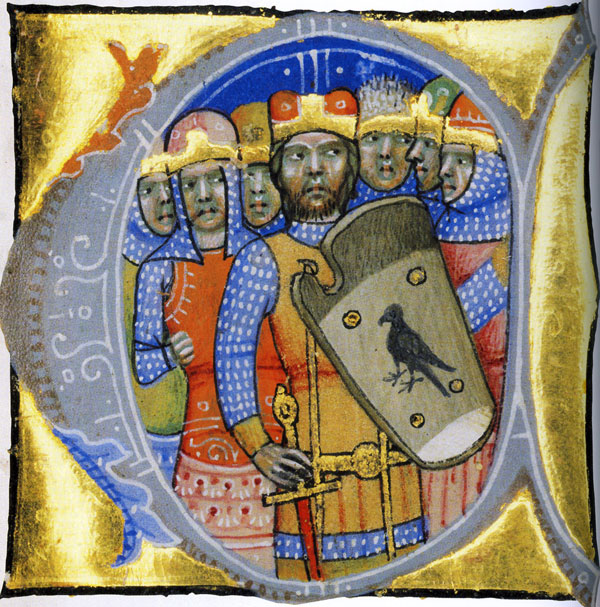
Arpád a šest dalších maďarských vůdců, Chronicon Pictum, 1360.

Dle těchto kronik Arpáda okolo roku 887 (ale v skutečnosti asi roku 895) v Etelköze (z maď. Meziříčí, tj. jižní Ukrajina) sedm staromaďarských kmenů zvolilo na 20 let – protože byl náčelníkem jednoho z nich, kmene Maďar (Megyer) – za svého společného náčelníka (kníže – maď. fejedelem) a zemřel roku 907. Takto staromaďarské kmeny přijaly jméno největšího kmene a od té doby se nazývali Maďaři.
O Arpádovi legendy také tvrdí, že před rokem 900 uspořádal první shromáždění spolu se 40 jinými staromaďarskými náčelníky a vůdci.

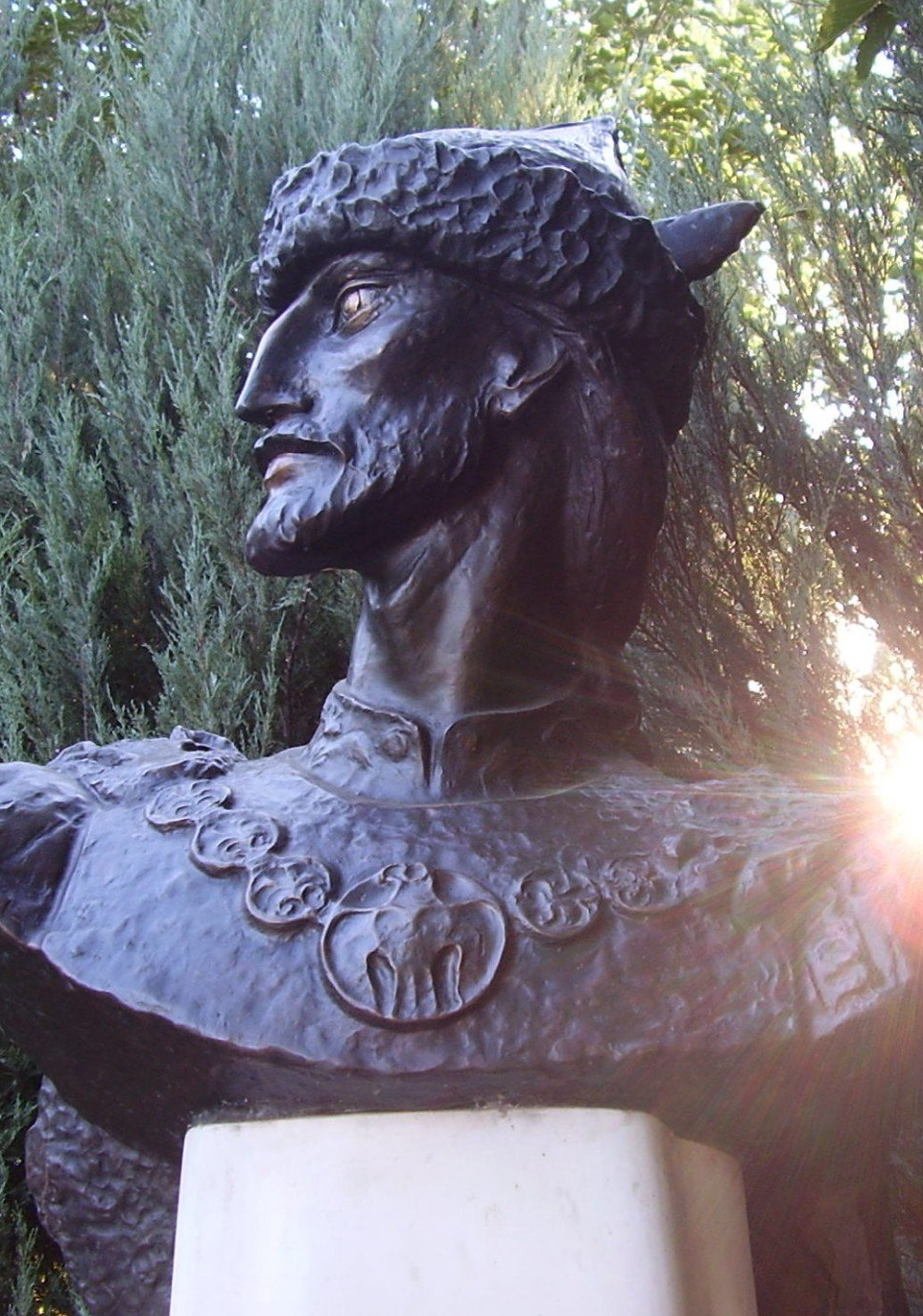
Arpádova busta v Pestu, Arpádův park

Staří Maďaři po několika loupežných výpravách po roce 864 z Karpat do Východofranské říše (Německa), zezadu tlačení kmeny Pečeněhů, údajně pod vedením Arpáda definitivně překročili Karpaty a v roce 896 se usadili někde na horním Potisí. Podle různých údajů jich bylo asi 100 000 – 250 000. Odtud znovu podnikali početné loupežné výpravy, tentokrát po celé kontinentální Evropě. Roku 900/901 se z jedné výpravy už nevrátili k Tise, ale usadili se u Balatonu, čímž zároveň definitivně zničili slovanské Blatenské knížectví (o dějinách Maďarů více v článku Uhersko). Arpádovým nástupcem byl zřejmě Zoltán.
Jeho dětmi byli pravděpodobně:
- Tarhoš (Tarkaču/Tarhacsi/Tarkatzous) – snad identický s Liüntika/Levente
- Üllő (Jeleg/Jelek/Ielech – jméno s významem „král“)
- Jutas (Jutoča/Jutocsa/Ioutotzas – jméno s významem „jedlík“)
- (možná) jedno neznámé dítě
- Zoltán (Zaltáš/Zolta/Zaltas – jméno s významem „sultán“)